# 이치가야

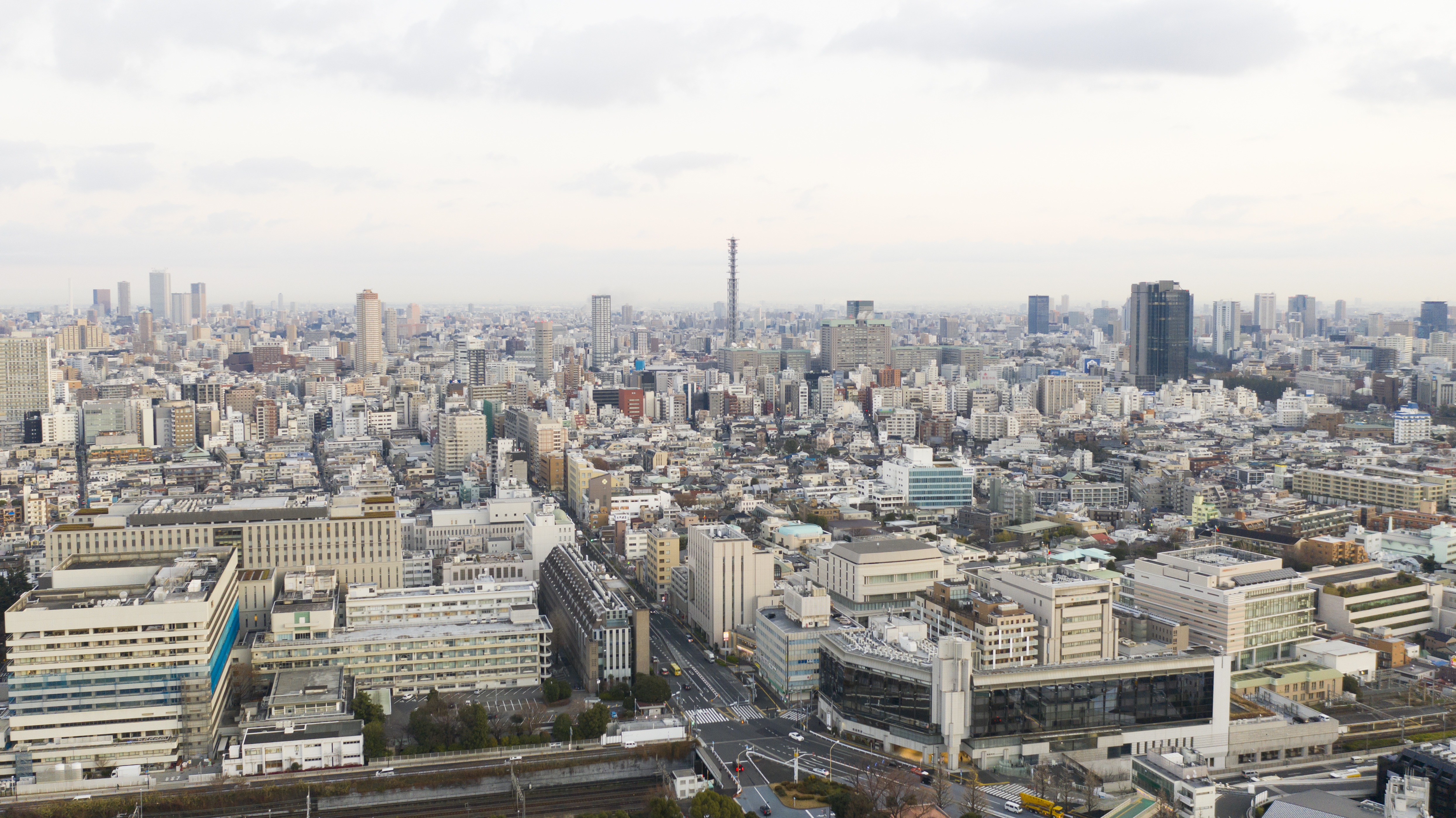
이치가야 전경

이치가야는 도쿄도 신주쿠구에 있는 지역이다. 1878년 도쿄 15구가 성립된 이후 1947년 23구로 재편되기 전까지는 우시고메구에 속했다. 원래 표기는 "市ヶ谷"였으나 1911년 5월 1일에 "市谷"로 변경되었다.
이치가야역 서쪽에 펼쳐진 대지를 중심으로 한 지역으로, 야스쿠니 거리, 가이엔히가시 거리, 오쿠보 거리, 우시고메추오 거리(철도역으로는 이치가야역, 아케보노바시역, 우시고메야나기초역, 우시고메카구라자카역)로 둘러싸인 지역과 그 주변, 야스쿠니 거리 가이엔히가시 거리에서 가이엔히가시 거리까지 구간의 북측에 해당한다. 대지 위쪽과 그 주변 경사면의 토지가 많다. 대지 위쪽의 고지대 주택지 일부는 다이묘 저택을 거쳐 메이지 시대부터 원조 야마노테의 하나로 불리며, 현대에도 고급 주택가로 평가받고 있다.